# 马会春
马会春（1839年—1902年），男，满族，顺天府宝坻县（今天津市宝坻区）人，咸丰六年（1856）武甲科榜眼，1839年出生于直隶省顺天府宝坻县小兰各庄（今属潮阳街道）。曾作为清军参与太平天国战争。